# Neoteuthis thielei
Neoteuthis thielei Naef, 1921 è una specie di calamaro appartenente alla famiglia dei Neoteuthidae, un gruppo di cefalopodi strettamente imparentati con il celebre calamaro gigante, Architeuthis dux.

## Descrizione
Il mantello di N. thielei è stretto e conico, più sottile rispetto alla testa, e termina in una punta posteriore. Le pinne, nelle larve e nei giovani, sono strette e lunghe, iniziando nel terzo anteriore del mantello e allargandosi posteriormente; negli adulti, appaiono come una striscia stretta lungo gran parte del mantello, senza unirsi posteriormente. Le braccia sono corte, specialmente nei giovani, e presentano due file di ventose relativamente grandi, non trasformate in uncini.

## Distribuzione e habitat
N. thielei è distribuito nell'Oceano Atlantico, con segnalazioni nel Nord Atlantico vicino alle Isole Canarie e nel Sud Atlantico. È stato anche registrato nel Nord Pacifico, a nord delle Hawaii. Le paralarve e i giovani abitano le zone epipelagiche e mesopelagiche, mentre gli adulti si trovano prevalentemente nelle zone mesopelagiche e batipelagiche.

## Biologia
Come altri cefalopodi, N. thielei è gonocorico, con individui distinti di sesso maschile e femminile. Dopo la riproduzione, gli adulti generalmente muoiono. Durante l'accoppiamento, il maschio utilizza l'ectocotile per trasferire gli spermatofori nella cavità del mantello della femmina, dove avviene la fecondazione. Le uova si sviluppano in embrioni che schiudono in stadi planctonici, vivendo per un certo periodo nel plancton prima di crescere e assumere un'esistenza bentonica come adulti.

## Tassonomia
N. thielei è l'unica specie del genere Neoteuthis, descritta per la prima volta da Adolf Naef nel 1921.

## Conservazione
Secondo la Lista Rossa dell'IUCN, N. thielei è classificato come «specie a rischio minimo» (Least Concern), indicando che attualmente non è considerato a rischio di estinzione.